# Viktor Voß

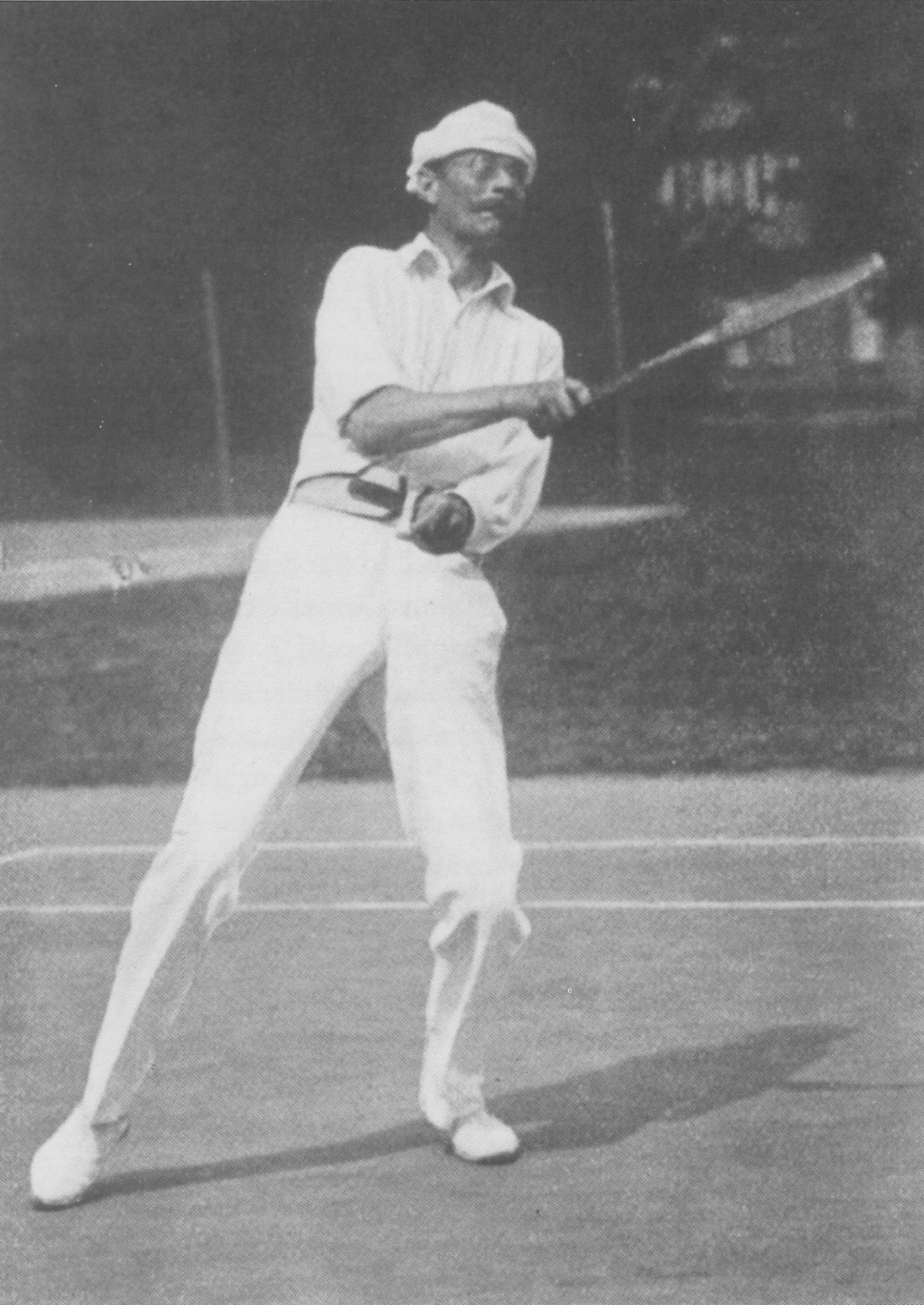
Voß, um 1900

Viktor Eugen Felix Graf Voß-Schönau (* 31. März 1868 in Schorssow; † 9. August 1936 in Waren) war ein deutscher Tennisspieler. Er gewann von 1894 bis 1896 die deutschen Meisterschaften und war in den 1890er Jahren der erfolgreichste und bekannteste deutsche Tennisspieler. Er war zudem großherzoglich mecklenburg-schwerinscher Kammerherr und übte diese Funktion auch aktiv aus.

## Familie
Viktor wurde als Sohn von Eugen Graf von Voß (1827–1890) und dessen Ehefrau Elise Gräfin Szápáry von Szápár (1827–1890) auf dem Familiengut in Schorssow geboren. 
Am 23. September 1911 heiratete er in New York seine erste Frau Francesca Marchesa Ricci (* 10. Oktober 1884), zuerst bis 1911 verheiratet mit Heinrich von Riedemann. Von ihr ließ er sich scheiden. Am 28. März 1928 ehelichte er in Berlin-Grunewald seine zweite Frau Clara Kusenberg (* 24. Juli 1874), die wiederum eine geschiedene Gräfin (Hartwig) von der Schulenburg war. Aus beiden Ehen gingen keine Kinder hervor.

## Leben
Zu Beginn der 1890er Jahre erlernte er auf dem Familiengut das Tennisspiel unter der Anleitung eines amerikanischen Trainers. Von 1894 bis 1896 gewann er die deutschen Meisterschaften am Hamburger Rothenbaum, die allerdings bis dahin nur deutschen und österreichischen Spielern vorbehalten waren. 1896 erreichte er das Finale des Turniers in Baden-Baden, unterlag dort allerdings Reginald Doherty klar in drei Sätzen. Nach seinem dritten Sieg bei den deutschen Meisterschaften 1896 ging der ursprünglich von Carl Laeisz gestiftete Siegerpokal in seinen Besitz über. Voß stiftete einen neuen Pokal, den er jedoch selbst nie gewinnen sollte.
1897 engagierte er mit Burke einen der besten Berufsspieler seiner Zeit als Trainer. Er nahm nun in den Wintermonaten an Tennisturnieren an der Côte d’Azur teil, und quartierte sich dazu in Cannes im Hotel Beau-Site ein. 1897 in Nizza und 1898 in Monte Carlo konnte er ins Finale einziehen, verlor aber erneut gegen Reginald bzw. dessen Bruder Laurence Doherty.
1899 unternahm Voß eine Reise nach Großbritannien, die in der einheimischen Presse in erwartungsvoller Vorfreude bejubelt wurde: „Der deutsche Meisterspieler […] wird bald wie Alexander der Große nach neuen Eroberungen lechzen, und es wird ihm schließlich nichts mehr übrig bleiben, als nach England zu reisen, um im Kampfe mit den dortigen Größen sich wieder einmal schlagen zu lassen!“ Bei den irischen Meisterschaften in Dublin unterlag er bereits in der zweiten Runde in fünf Sätzen Frank Riseley. Bei einem Turnier im Londoner Chiswick Park verlor er gegen George Greville. 1899 musste er sich im Finale von Nizza Laurence Doherty glatt mit 0:6, 0:6 und 0:6 geschlagen geben.
Voß spielte häufig auf der Tennisanlage in Heiligendamm, unter anderem mit der Großherzogin Anastasia von Mecklenburg-Schwerin sowie seiner zweiten Ehefrau Clara. Sein Markenzeichen war ein nasses, um die Stirn gewickeltes Handtuch, mit dem er ein Beschlagen der Brillengläser verhinderte. Eine weitere Besonderheit war sein zweiter Aufschlag, den er stets angeschnitten von unten servierte.
Arthur Wallis Myers schrieb über Voß, dass er einen guten Vorhandschlag und Volley besäße; seine Schwächen seien allerdings die Rückhand, sein Aufschlag und ein nur durchschnittlicher Smash. Laut Myers sei auch die Verpflichtung eines professionellen Trainers ein Fehler, da dieser, finanziell abhängig, nur milde Kritik äußern würde, wodurch Voß seine Stärke überschätzen würde.
Nachdem Voß bei den deutschen Meisterschaften 1900 im Halbfinale an George Hillyard gescheitert war, zog er sich aus dem Turniertennis zurück. Er widmete sich im Folgenden seinen beiden anderen Hobbys, dem Autorennen und dem Tontaubenschießen. Voß starb im August 1936 im Alter von 68 Jahren zurückgezogen in Waren an der Müritz. Graf Voß war im Großherzogtum Mecklenburg-Schwerin Kammerherr. 

## Einzeltitel
| Nr. | Jahr | Turnier                  | Finalgegner      | Ergebnis       |
| --- | ---- | ------------------------ | ---------------- | -------------- |
| 1.  | 1894 | Deutsche Meisterschaften | Christian Winter | 6:1, 6:4, 11:9 |
| 2.  | 1895 | Deutsche Meisterschaften | Christian Winter | 6:2, 6:1, 6:2  |
| 3.  | 1896 | Deutsche Meisterschaften | Georg Wantzelius | 6:1, 6:0, 6:1  |

## Trivia
Viktor Graf Voß bekam als Fahrzeugführer eines PKW 1899 das erste Knöllchen in Mecklenburg-Schwerin.